# چاودارلی (شاوشات)
چاودارلی (به ترکی استانبولی: Çavdarlı) یک منطقهٔ مسکونی در ترکیه است که در شاوشات واقع شده‌است. چاودارلی ۸۰ نفر جمعیت دارد.